# Ponyvairodalom

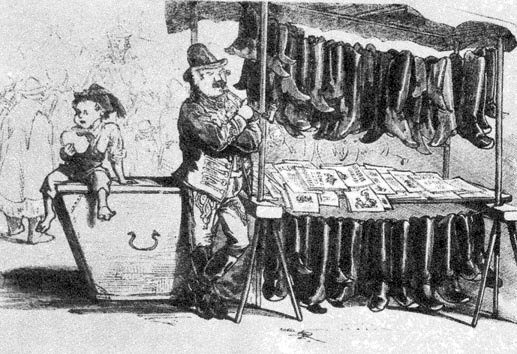
Karikatúra a Magyar Elektronikus Könyvtárból

A ponyvairodalom olcsó írói eszközökkel, hatásra törekvő, selejtes értékű, általában durva papírra nyomott prózai vagy verses mű, szemben az igényesebb, úgynevezett szépirodalommal. 
Jellemzője a könnyen követhető történet, az egyszerű megfogalmazás, emiatt széles néprétegek olvassák. A modern, 20. századtól jelenlévő ponyvairodalmat olykor szórakoztató irodalom, kommersz irodalom, populáris irodalom néven is említik.
„A nemessé felmagasztalás és a kiirtás szándéka között itt is a józan mérlegelés vezethet el az igazsághoz. A ponyva az ókori és középkori szórakoztatásnak is, hírközlésnek is újkori utódja. Igricek, hegedősök, mesemondók és kengyelfutók dédunokája.”

## A „ponyva” elnevezés háttere
A ponyvairodalommal régóta foglalkoznak, jó példa erre Gergő Endre A ponyvairodalom kritikájához címet viselő, a Nyugatban megjelent írása. Ahogyan ebben a cikkben is kritikus hangot ütnek meg a ponyvairodalommal szemben, úgy a legtöbb helyen, illetve a magában közízlésben is mindenképpen egy negatív jelentés társul a fogalomhoz. Azonban aki föltekintett már valaha a nemzeti könyvtárak féltve őrzött aprónyomtatványos állványzatára, annak számára fölösleges védőbeszédet tartani a ponyva történelmi becsületéről. A laikusok körében azonban teljesen más kép él az irodalom e szegmenséről.
Mind a latinban (purgamentum, quisquiliae), mind az angolban (trash) a ponyva szó jelentése szoros rokonságot mutat a szemét, hulladék, limlom, giccs, ostoba beszéd, söpredék, vacak szavakkal. Ha így nézzük, akkor a magyar nyelvben még szerencséje van szegény ponyvának. Teljesen érthető tehát, hogy a mai átlagolvasót félrevezetheti a negatív csengésű „ponyva” elnevezés, azonban nem ilyen egyszerű a történet.

## Történet
A Magyar néprajzi lexikon szerint a ponyva általában a szélesebb társadalmi rétegek számára művészi igénytelenséggel írt irodalom, kalendáriumok, vőfélykönyvek és a szorosabb értelemben vett ponyvafüzetek elnevezése. Magyarországon a könyvnyomtatás megindulásával terjedt el. Vásárokon, földre kiterített ponyvákon vagy ponyvasátor alatt árulták, erről kapta nevét. A ponyvafüzetekben vallásos és világi tárgyú elbeszélések, dalszövegek, imák, versek, ritkán verses levelek olvashatók. A nyomdatechnika a XVIII. század végén kezdetleges, de nem minden művészi ízlés nélküli. Előállítói kezdetben a jelentős nyomdák, majd a XIX. század közepén a kisebb, helyi nyomdák. A század második felében néhány országos vállalat foglalkozik a ponyva előállításával. Adataink szerint először a XVIII. század utolsó harmadában jelent meg a magyar ponyva Pozsony, Pest, Vác, majd Nagyvárad, Veszprém és Debrecen nyomdáiban.
A ponyva csak a XIX. századtól az aljirodalom neve. Eredeti művelődéstörténeti szerepe a XVI. századtól jóval kedvezőbb. Egész Európában a nyomdászdinasztiák anyagi érdekeltségétől ösztönözve ez teremtette meg a polgári, majd paraszti rétegek olvasmányvilágát, merítve a világirodalomból, történelemből, a mondai közkincsből, a folklórból. Vásárokon földre terített ponyván árusították e néhány lapnyi, garasért, krajcárért kapható, zsebbe férő füzeteket. Vándorárusok házaltak is velük. Címlapjukon gyakori a fametszet. Az impresszumok, szerzőnevek hiányának oka a cenzúra kijátszása, illetve hogy sokáig újként lehessen őket eladni. Gátlástalanul ollóznak össze legkülönbözőbb tárgyakat, motívumokat az értelmiség pereméről való (tanító, színész, jogász, altiszt, az alsópapság tagja, deák, kántor, kalendarista, komédiás, nótárius, iparos, nyomdász, kiskereskedő, bazáros, históriás, vőfély stb.) szerzők, fordítók, akik többnyire a nyomda- és a kiadótulajdonos alkalmazottjai, megbízottjai. Nevük után néha ez állt: vándorlantos, dalnok, versíró, versfaragó és hasonlók.
Ismertebb ponyvaszerző és históriás volt Herskovits Miksa, Oláj István, Szedlák Károly, Szilvásy Károly, Szücs György, elvétve nők is akadtak: a csongrádi vak énekes koldusasszony (Lóczi Franciska). Az értelmiségiek közül legtermékenyebb volt a pesti Tatár Péter (Medve Imre) ügyvéd. A szerzői jog a ponyvairodalomban nem érvényesült, a visszaélés minden lehetséges módjával találkozunk (címváltoztatás, átírás, fordítás, összeolvasztás stb.). Igaz, a szerzők neve előtt inkább ez állt: szerezte, szerkesztette, összeszerkesztette, összeírta, mint a rangosabb, egyértelműbb írta kitétel.

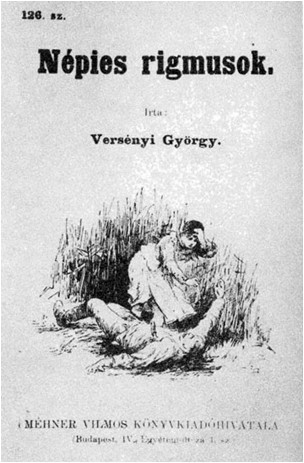
Címlap Magyar Elektronikus Könyvtárból

A magyar ponyvairodalom előzménye a népkönyv, amely főként német és cseh közvetítéssel már a XV. században eljutott Magyarországra és egészen a XVIII. századig a népi olvasmányok túlnyomó többségét adta. A ponyvairodalom és a folklór kapcsolata kettős. Mesék, fabulák, nemzetközi vándormondák hazai feldolgozásai, lakodalmi dalok, balladák vehetők számba. A XVIII. század végétől váltak mind népszerűbbekké a világi tárgyú népdalok és balladák, bár a régi stílusú balladákból viszonylag kevés jelent meg ponyván (Szálláskereső Jézus, Három árva, Fehér László). Néhány félnépi műfaj (fabulák, tanmesék, maximák és szentenciák, időjósló szabályok, praktikus mezőgazdasági tanácsok stb.) is megtalálható a ponyvairodalomban. Szintén a ponyvairodalomból terjedt el a betyárköltészet tetemes anyaga, néhány helyi monda, novellamese, tanmese, a vőfélykönyvek anyagából egész sor lakodalmi dal és rigmus, az egyházi népének számottevő része, és általában a helyi eseményekkel foglalkozó szerencsétlenség-, gyilkosságtörténet és a dalok (kórházballada, városi ballada) túlnyomó többsége. Újabb balladáink részben ponyvairodalmi eredetűek (Bogár Imre, Pápainé stb.), részben pedig kölcsönhatás eredményei, különösen szoros az összefonódás a betyárdalok és a betyárballadák esetében.
A ponyvairodalom első termékei hazánkban is az Apolloniusról, Stilfridről, Bruntzvikról, Szép Magelónáról szóló népkönyvek. A széphistóriák mellett gyakoriak a bibliai tárgyú, a búcsújáróhelyek csodás eseteit, a népi liturgia szövegeit közvetítő füzetek. Kivégzések alkalmával a nép között szétosztott moralizáló bűnhistóriák a XVII-XVIII. században a nyugati országok bestsellerei, nálunk néhány hasonló csak a XVIII. század végéről, illetve a XIX. század elejéről maradt fenn (Angyal Bandi, Zöld Marci, Sallai Pista históriája). A ponyvairodalom termékeinek fele vers, fele próza. A beszámolók a törökellenes harcokról (Vitéz Kádár István históriája, 1658), a francia háborúkról, a politikai pamfletek, paszkvillusok, lázadásokról (Péróról, 1735-1736), a természeti katasztrófákról, rémséges bűntettekről szóló tudósítások az újságírás kezdetleges előzményei. A ponyvairodalom a színjátszás kezdeteivel is kapcsolatban van, de főképp a folklórral. A lakodalmi, farsangi dalolást serkentő szerelmi líra füzetkéi (Két… Három… Tíz szép újdonatúj világi énekek, nóták), anekdoták, tréfabeszédek, münchauseniádák (Suszter Lipi, Bohó Misi, Csalóka Péter, Ugri Matyi-szerű Eulenspiegel utánzatok), paródiák, álomfejtő, lottótanácsadó Sybilla-könyvek a folklór sok elemét őrizték meg az utókornak. A legnevezetesebb magyar ponyvaközpontok a XIX. században az alapítás körülbelüli sorrendjében: Landerer, Paczko, Streibig, Ambró, Gottlieb, Weber, Bucsánszky, Grünn, Bagó, Czéh, Wajdits, Bertalanffy, Bartalits, Méhner nyomdái. Ezek a folklór és az irodalom kölcsönhatásának előmozdításában elévülhetetlen érdemeket szereztek (nemzetiségi nyelvű kiadványaikkal, kalendáriumaikkal is). Füzeteiket sokszor sorozatokba rendezték. A hazai ponyvairodalom fő lelőhelyei: OSZK, Fővárosi Szabó Ervin Könyvtár, Országos Néprajzi Múzeum, szegedi Somogyi Könyvtár.

## A magyar ponyva
A magyar ponyva valószínűleg a magyar irodalomnak azokból a népszerű, bár vegyes érzelmeket kiváltó rétegéből születhetett, amelyet reneszánsz prédikátorköltőnk, Sylvester János „cantilenák”, „fajtalan énekek”, „lator dúdolások”, „csúfos gajdok” neveken említ. A másik, szokásban lévő elnevezés, a közköltészet találóbb. Általában a kéziratos énekköltészetet, a XVIII. századi kollégiumi diákköltészetet, a kéziratos verses műveket, a magas irodalomtól jól elkülöníthető, de a népköltészet kategóriájába besorolhatatlan félirodalmat (semi littérature) nevezik közköltészetnek. Hogyan alakult végül a közköltészet ponyvává? Az átalakulás a XVIII. század végén következik be, a kis nyomdák, kis kiadók addig nem látott mértékű elszaporodásával. A nyomdásznak munka, a kiadónak haszon kell, kapva kapnak hát az eladható közköltészeten, s az egyre nagyobb tömegben, egyre kevesebb műgonddal megformázott, legyártott közköltészet lassan ponyvává olvad.
Az első tisztán ponyvai műfajok vallási, moralizáló, bibliai indítékú írások, mivel a cenzúra figyelmen kívül hagyta az ájtatos szövegeket, ugyanakkor meglehetős kereslet mutatkozott irántuk, főleg búcsúk, egyházi ünnepek alkalmával. Nem túl nagy, de biztos üzletet jelentettek kiadónak, nyomdásznak egyaránt. Találunk közöttük szenténekeket (Öt szép istenes énekek), mai szemmel talán túl praktikusnak ható fohászmintákat (Szent Vendelhöz könyörgés marhavész idején), szenthimnuszokat (Énekek a szentséges Szűz Máriához), sőt verses drámaszövegeket (Kristus Jésusnak kínszenvedése előtt az ő Szüz Annyával való szomorú beszélgetése és vég bútsú vétele). A vallásos témák között előkelő helyet foglalnak el az apokrif (Bibliába be nem került, de közismert) evangéliumi történetek, főleg a bolygó zsidó históriája, és Mária mennybemenetelének története. Névtelen ponyvaként jelentek meg társadalmi igazságtalanságokra figyelmeztető állatmesék (A nyúl éneke), amelyek később legnagyobb romantikus költőink figyelmét is felkeltették. (Lásd: Petőfi Sándor: A farkasok dala), illetve tréfás mesterség és egyéb dicséretek. Kedvelt volt a különféle betegségeket, nyavalyákat feldicsérni. Ilyen például a Köszvény dicsérete, melynek egyetlen nyomtatott példánya maradt csak ránk, Ráth-Végh István tesz róla említést.

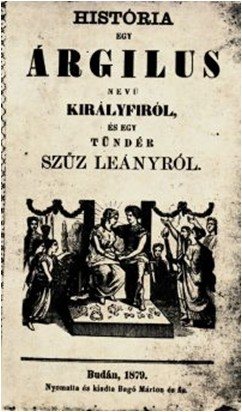
Az Argirus királyfi címlapja (a Magyar Elektronikus Könyvtárból)

Közkincs volt-e a ponyvairodalom vagy közpréda? Mind a kettő, közkincse az olvasóknak, közprédája a nyomdászoknak, szerzőknek, szerkesztőknek, de közpréda mivolta hasznára is vált: az életét hosszabbította meg, folytonos újjászületését tette lehetővé. Hol fejtette ki elsősorban pozitív hatását a ponyvairodalom? Egyrészt a maga kezdetleges módszereivel elősegítette az alacsonyabb néprétegek művelődését (később pedig a kicsit tehetősebbekét is), másrészt pedig a történetek megőrzésével és azok folyamatos átszivárogtatásával a szépirodalomba. Azonban ez az átszivárgás nem csupán egyirányú volt, bizony a ponyva is szép számmal merített az irodalom magasabb rétegeiből. A közönség cselekményes történetek iránti igényeit voltak hivatva kielégíteni a novellagyűjtemények, széphistóriák nyomán keletkezett füzetek. Feldolgozták Heliodórosz: Aithiopika című regényét (már az ókorban is sikerkönyv volt!), Tankréd, Árgirus királyfi történetét, sőt Ovidius Átváltozások című eposzgyűjteményét is. Ezek a próbálkozások az eladási adatok alapján már komoly üzleti sikernek számítottak, a kiadványok tízezres nagyságrendű példányszámokban keltek el. A széphistóriák nyomán jelennek meg a mesefeldolgozások a ponyvairodalomban. A kiadók nem csak a felnőtteket, de a gyermekolvasókat is megcélozzák, mint fogyasztói réteget, hiszen a XIX. század közepéig tényleges gyermekirodalom nem létezik, a kisgyerekek a mesékből, illetve olvasni tudó, idősebb társaik széphistóriákból, krónikás énekekből, nagyregényekből elégítik ki történetigényüket. Az első jelentősebb magyar mesefeldolgozások (Heltai Gáspár Száz fabula, Poncziánus históriája) nyomán sorra jelentek meg azok utódai. Az is előfordult, hogy tragédiákat, vagy eposzi történeteket formáltak mesévé. Így történt ez A világhírű Hamlet dán királyfi élete, kalandjai és halála esetében is. Az eredeti magyar népmesékből is merít a ponyva, több népmesénket is kiadták verses formában. Könnyen lehet, hogy Arany János: A hegedű című népies vígballadáját az Urunk utazása e földön Szent Péter társaságában verses ponyvai feldolgozás első változatai ihlették. Rátaláltak a magyar történelmi mondakincsre is. Egymás után születtek a magyar őskorból származó „igen szép, tündéries”, vagy „tanúlságos” történetek „a szép reményű ifiak számára”. Feldolgozták a honfoglalás, Toldi Miklós, Beczkó történetét, de más modernebb mondákat is: Széchenyi István, Petőfi halála is nagyon jól kelt, de a legnagyobb sikernek mindig a Kossuth Lajos élettörténetét ismertető kiadványok bizonyultak.

## Hírversek
A krónikás énekek leszármazottai, a hírversek, szintén nagy érdeklődésre tarthattak számot. A hírversek és a magyar népköltészet betyárkultusza termelte ki a magyar ponyvairodalom talán legsikeresebb műfaját, a betyárponyvát. A híres-hírhedt magyar betyárok sorsáról, Angyal Bandiról, Sobri Jóskáról, a Patkó-testvérekről, Rózsa Sándorról, Vidróczkiról szóló történetek igen kelendőnek bizonyultak. A betyár alakját igyekeznek rokonszenvessé tenni, ugyanakkor a cselekményleírások, jellemzések sablonosak, visszatérő elemek találhatóak a szövegekben a betyár külsejének leírásában (aranyrojtos gatya, elefántcsont pisztoly), az üldözési jelenetekben, illetve az áldozatok megtévesztésében. A történet általában az akasztását váró betyár siralmával zárul, amelyben a hős kissé tragikomikus módon az akasztófa alól szólítja fel az ifjakat az erények gyakorlására, illetve a szülőket az erények számonkérésére. A betyár története után a betyár kedves nótáját találjuk meg, ez változó színvonalú szöveg. Vannak köztük népdalátvételek, illetve a ponyvaszerző által összetákolt, szenvelgő, álnépies giccsszövegek is. Kedveltek még a népies helyzetdalok, a tréfás mulatságok, s különösen nagy számban fogynak a jóslatok, álomfejtő könyvek, házi patikárius és doktor-füzetek.

## Népszerűsége
Az 1730-as években megjelenő első ponyvakiadványok iránti keresletről árulkodik a debreceni városi nyomda raktárkönyve: 28.000 példányt adtak el ponyvából néhány év leforgása alatt egyetlen városban azon a Magyarországon, ahol az analfabétizmus 70–80%-os mértékű volt. 1809-ből is fönnmaradt eladási adat, a Hazai és Külföldi Tudósítások című lap közli; az akkor ötmilliós magyar nemzet évi 150.000 kalendáriumra tartott igényt, viszont újságot éppen csak 2000 példányban járatott, könyvből pedig nem vásárolt évi 500 példánynál többet, azt is nehezen, a könyvkereskedő által ismerősök, rokonok között terjesztett előfizetési ívek révén. Olvasási kedv lenne pedig: a kis példányszámban vásárolt szépirodalmat rongyosra olvassák; kézről-kézre adják, veszik, de meg nem veszik. Bogár Imre kivégzése, 1862. július 19-én volt. Bucsánszky Alajos kiadója hat hét alatt 40.000 példányt adott el az ifjabbik Bogár életéről írott betyárballadából. Ugyanezen évben indítja el Arany János irodalmi folyóiratát, a Koszorút, amely 1865-ben, előfizetők hiánya miatt megszűnik.

## A ponyvairodalom „megnemesítése"
Több ízben is megkísérelték a ponyvairodalom „megnemesítését”. 1848–49-ben a néplapok és népversek célja volt a nép megnyerése, később olcsó népművelő irodalom elterjesztését kísérelték meg. Pákh Albert, Vas Gereben, Kemény Zsigmond, Csengery Antal és mások vállalkozásai (Magyar nép könyve, Falu könyve, A magyar ember könyvtára, stb.) mellett nemcsak a szorosabb értelemben vett ponyvanyomdák (Méhner, Bagó, Bartalits, Bucsánszky) adtak világirodalmi és magyar irodalmi értékeket az olvasók kezébe, hanem egész sor füzetes vállalkozást jelentettek meg a nagytekintélyű kiadók (Abafi, Lampel, Szent István Társulat) is. Különösen a XX. század elején a népkönyvtári mozgalom szorgalmazta az értékes, olcsó könyvek falura történő eljuttatását. Egyelőre felméretlen az a nagy hatás, amelyet ez a mozgalom a klasszikus magyar irodalom elterjesztésében tett. A magyar népköltészet első antológiái, nemegyszer átdolgozott formában kerültek a falusiak kezébe, amit több kiváló mesemondó (Pandur Péter, Palkó Józsefné) messzemenően fel is használt. Különösen Benedek Elek könyveinek és a Grimm-mesék magyar fordításainak a népszerűsége igen nagy. A két világháború között elterjedt ponyvairodalomból a paraszti elbeszélést a cowboy-történetek befolyásolták a legjobban. Ennek valószínűleg az is az oka, hogy a történetek felépítése összevethető a csodás mesék szerkezetével. Némileg megkésve, ekkor lettek a legnépszerűbbek a múlt századi rablótörténetek, köztük a legismertebb, Christian August Vulpius Rinaldo Rinaldiniről szóló valóságos ponyvaregénye.

## A ponyvairodalom hatása
Konkrét adatok állnak rendelkezésünkre arról, hogy a magyar szépirodalom jeles alakjai gyermekkorukban, vagy később többször is kapcsolatba kerültek a filléres kiadványokkal, ötleteket merítettek belőlük, nemritkán legismertebb műveikben bukkanhatunk rá a ponyva közvetlen, vagy közvetett hatásaira. Bessenyei György A filozófus című komédiájában Lidas az inas, és Pontyi uram is többször hivatkozik ponyvákra, leginkább álmos- és jóskönyvekre. Csokonai Vitéz Mihály többek között Tempefői című színművében, Özvegy Karnyóné és a két szeleburdiak című komédiájában, Dorottya című vígeposzában találkozhatunk ponyva-hivatkozással, illetve ponyvából vett részekkel. Vörösmarty Mihály köztudottan megrendelte az Árgirus királyfi históriájának egyik vásári példányát a Csongor és Tünde megírása előtt. Garay János feltehetően egy kalendáriumban találkozott először Háry János alakjával. Katona József Bánk bánjának forrása Csery Péter: Ottó vagy a zabolátlan indulatok áldozatja. Petőfi Sándor János vitéze is a ponyvára került népies mesék hatásait őrzi. Arany János nemcsak témákat merít, de félig tréfásan, félig komolyan maga is megír néhány ponyva-paródiának minősíthető művet, mint amilyen az Ünneprontók vagy A kép-mutogató ballada. Madách a londoni szín haláltánc jelenetét kölcsönzi ponyváról, Jókai gyermekkorának egyik legnagyobb hatású élménye, a ponyva-olvasmányok hatása egész munkásságában érezhető, regényeinek mellékalakjai jórészt már léteztek, csak más néven a vásári füzetecskékben. A sort egészen a két világháború közötti időszakig folytathatnánk. József Attila ponyvában adta ki forradalmi verseit, Illyés a Puszták népében élvezettel ír a szülőhelye környékén élő, paraszti sorú hírköltőkről, akik a ponyvaszerzők egyik csoportját adták.

## A magyar ponyva megújítója, Rejtő Jenő
A legismertebb magyar ponyvaíró Rejtő Jenő, aki az 1930-40-es években P. Howard (és jóval kisebb ismertségre szert tevőn Gibson Lavery) álnéven megújította – nagyobb terjedelmű, "pengős regények" keretében – a kalandos történetek műfaját. Kisterjedelmű ponyvákat (tízfilléres, füzetes ponyva, kolportázs-, gyorsregény stb., valójában rövidebb elbeszélés) korábban is írt, ill. pesti humoristaként ontotta a kabarétréfákat és bohózatokat (1932-től). P. Howard-regényeiben ötvözte a kettőt, s ennek révén napjainkig hatóan forradalmasította a műfajt. Megszületett a humoros kalandregény (légiós és tengerésztörténetek, krimi, vadnyugati/western). Humoros könyveiben valójában ponyvaregény-paródiákat alkotott.
Az elmúlt 80 év őt igazolta: számos ponyva- és szórakoztató irodalmi pályatársai közül alig egynéhány (élet)mű állta ki az idő próbáját. Rejtő viszont milliós olvasótáborral büszkélkedhet (becslések szerint a Kádár-korban összességében közel 8 millió példányszámban jelentek meg – részben "átigazított", megcsonkított – regényei). Mindezt úgy, hogy regényei nem voltak iskolai/kötelező olvasmányok. Sajátos nyelvezetének (ill. olykor a helyesírást kifigurázó betéteinek) és pesti-magyar-közép-európai gyökereinek, életérzésének köszönhetően gyakorlatilag nem lehet érdemben átültetni idegen nyelvre, noha mintegy 15 nyelven ismerünk Rejtő-fordításokat.
A nyelvi humor, a csavaros történetvezetés, groteszk látásmód, abszurd élethelyzetek, furfangos irodalmi figurák stb. összessége végeredményében utánozhatatlan (vagy inkább hamisíthatatlan, ti. rengeteg utánzója akadt már életében, napjainkig hatóan – akik jobbára a nyomába sem érnek) irodalmi műveket eredményezett. Ennek dacára nem minden ízében eredeti: műveiben számtalan, mások műveiből, újsághírekből stb. eredő motívumot használt föl alapanyagként. Ám azokat kiforgatta, átszabta, összegyúrta – alkotói géniusza eredetivé varázsolta mindezt. Egyik utolsó művében (A detektív, a cowboy és a légió c. kisregény) pedig a ponyvaírás/ponyvaírók műhelyének paródiáját (a ponyváról szóló ponyvát – metaponyvát) teremtette meg.